# Emiliano Moretti
Pour les articles homonymes, voir Moretti.
Emiliano Moretti est un footballeur international italien né le 11 juin 1981 à Rome (Italie). Il évolue au poste d'arrière gauche au Torino FC.

## Biographie
Moretti (surnommé La birra) commence sa carrière dans le club de l'AS Lodigiani mais c'est avec la Fiorentina qu'il fait sa première apparition en Série A le 31 mars 2001 et avec  qui il gagne la Coupe d'Italie. 
À la suite des déboires financiers du club, il est transféré à la Juventus puis prêté au Modena FC afin de sauver le club de la relégation. En 2003, il est transféré à Parme AC mais est aussitôt prêté à Bologne FC.
Claudio Ranieri le fait venir au Valence CF pendant l'été 2004. Il quitte le Valence CF pour le Genoa CFC en juillet 2009.

## Carrière
- 1998-1999 : AS Lodigiani Rome  Italie
- 1999-2002 : AC Fiorentina  Italie
- 2002-2003 (janvier) : Juventus  Italie
- 2003 (janvier) : Modena FC  Italie
- 2003 : Parme FC  Italie
- 2003-2004 : Bologne FC  Italie
- 2004-2009 : Valence CF  Espagne
- 2009-2013 : Genoa CFC  Italie
- depuis 2013 : Torino FC  Italie[2]

## Palmarès

### Avec la Fiorentina
- Vainqueur de la Coupe d'Italie en 2001

### Avec la Juventus
- Champion d'Italie en 2003
- Vainqueur de la Supercoupe d'Italie en 2002

### Avec le Valence CF
- Vainqueur de la Coupe d'Espagne en 2008
- Vainqueur de la Supercoupe de l'UEFA en 2004

### Avec l'équipe d'Italie
- Vainqueur du Championnat d'Europe espoirs en 2004
- Médaillé de bronze aux Jeux olympiques d'été de 2004